# Mare aux Hippopotames
Mare aux Hippopotames (Jezioro Hipopotamów) – rezerwat w zachodniej części Burkina Faso, 60 km na północ od miasta Bobo-Dioulasso, utworzony w 1937 roku. Zajmuje powierzchnię 16 300 ha. W 1986 roku organizacja UNESCO uznała go za rezerwat biosfery. Obszar chroniony obejmuje słodkowodne jeziora oraz obszary zalewowe rzeki Wolta Czarna. Żyje tu około 100 hipopotamów.